# Pärsti
Pärsti (autrefois en allemand : Perst) est un village de la municipalité du même nom situé dans la région de Viljandi en Estonie. Sa population était de 174 habitants en 2006 et de 164 habitants en 2010.

## Naissance à Pärsti
- Risto Mätas (1984-), athlète estonien, spécialiste du lancer du javelot.

## Galerie

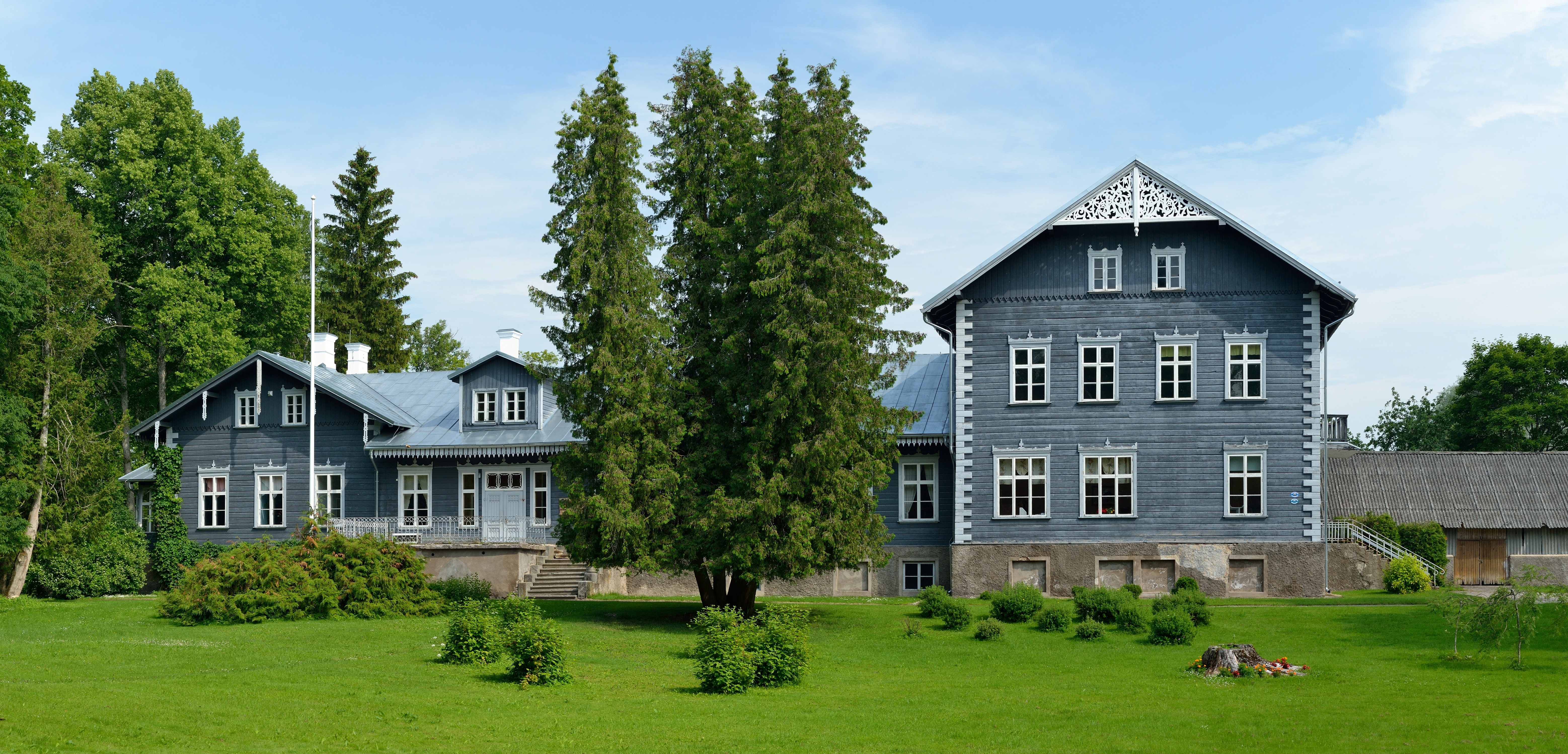
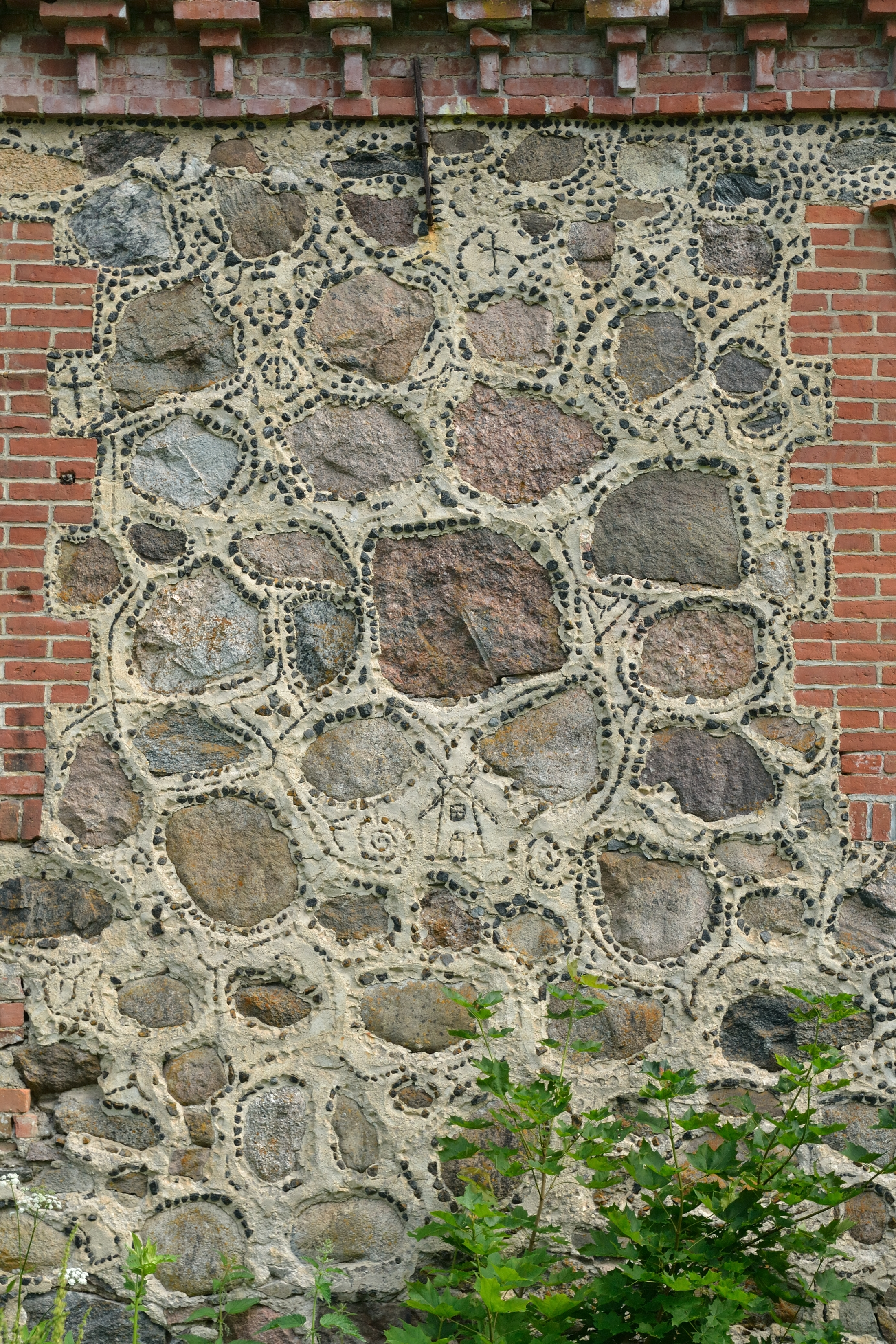
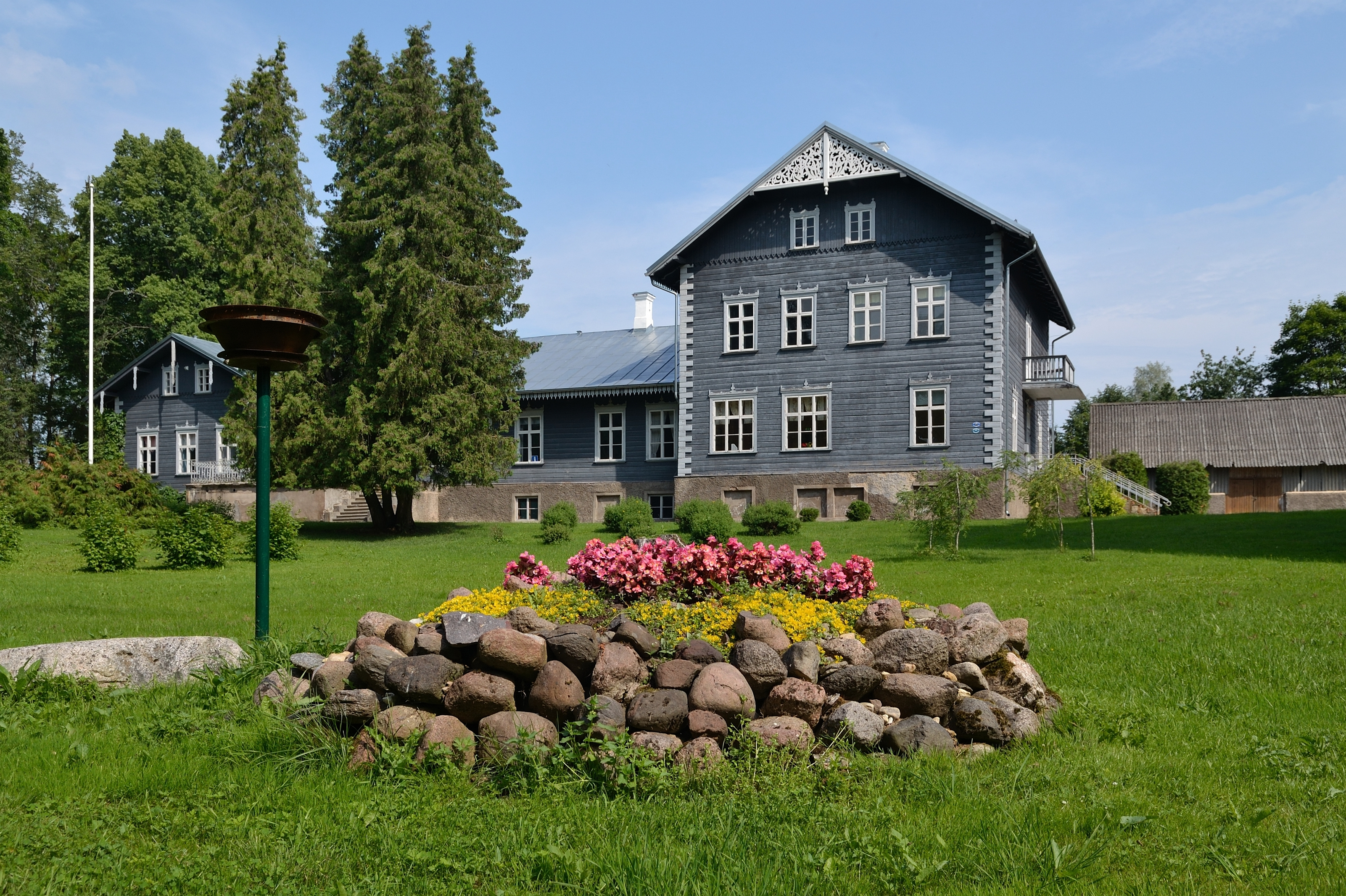
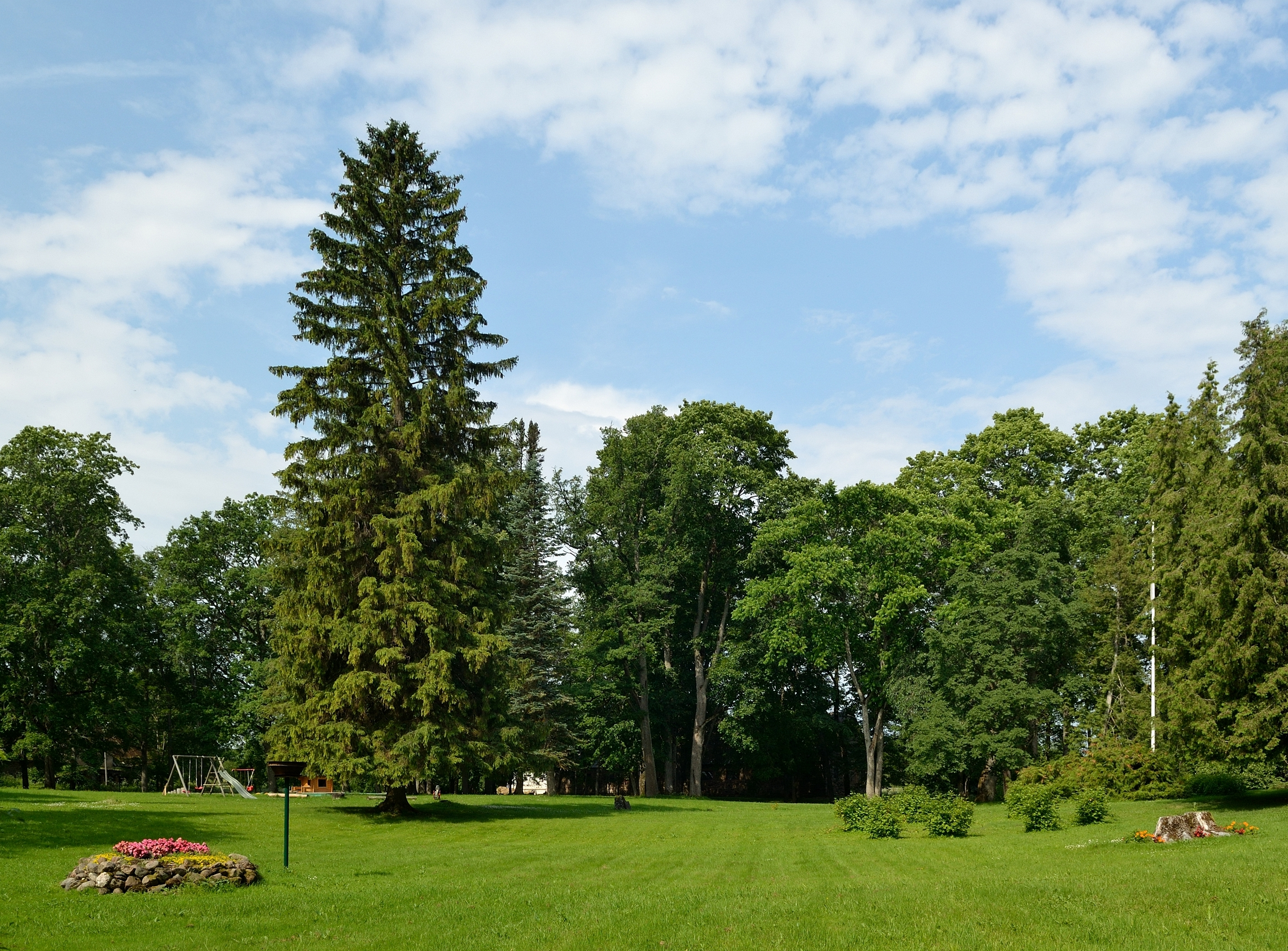
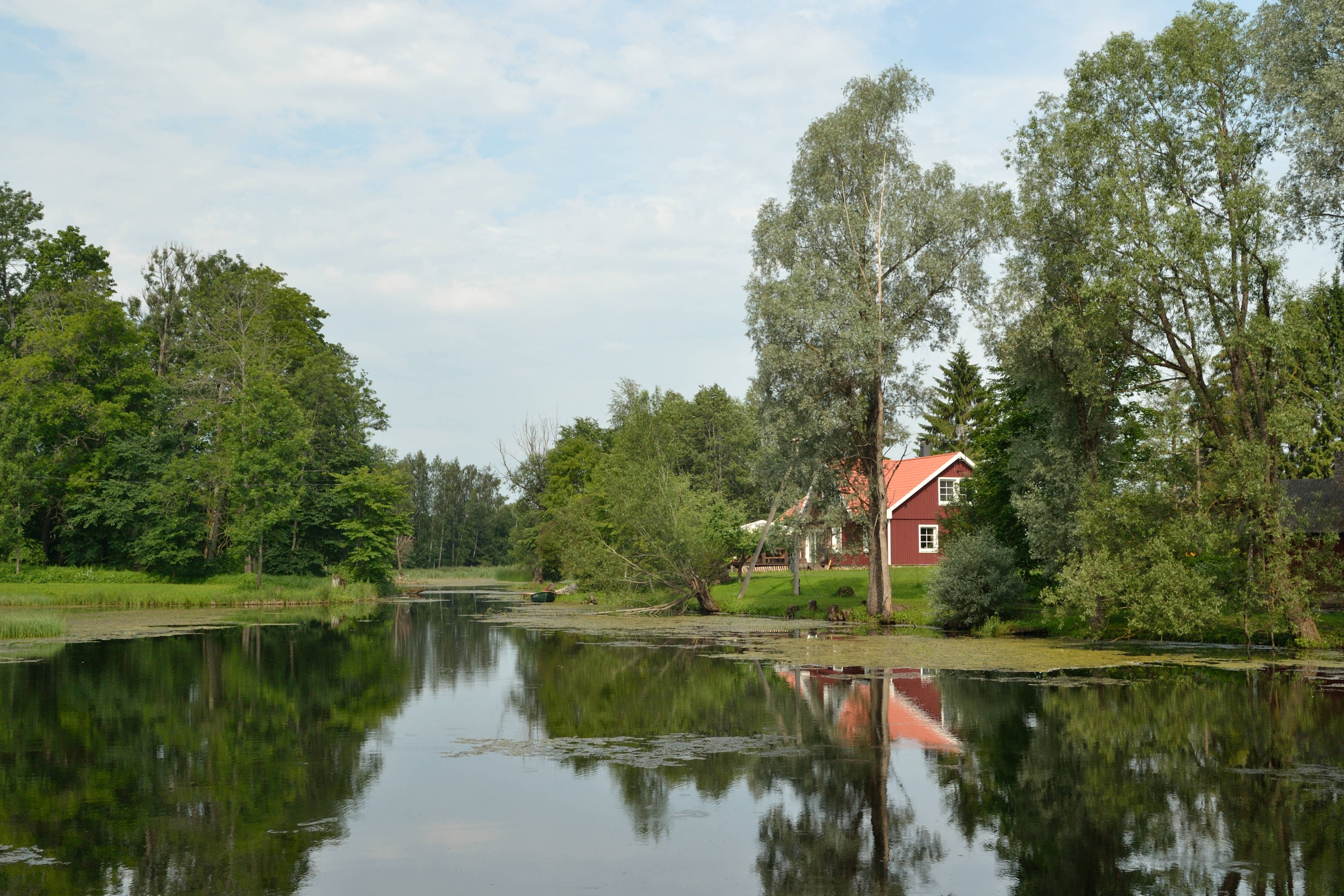